# 渋谷勲
渋谷 勲（しぶや いさお、1938年9月15日 - ）は、日本の銀行家。

## 経歴
東京都出身。1962年に中央大学法学部を卒業し、同年に常陽銀行に入行。1991年6月に取締役、1993年6月に常務、1997年6月に副頭取を経て、1999年6月には頭取に就任。2005年6月には相談役に就任。